# Tomasz Lisowicz
Tomasz Lisowicz (Kalisz, 23 februari 1977 – aldaar, 8 augustus 2024) was een Pools wielrenner. Hij was in 2002 de eerste winnaar van de Beker van de Subkarpaten.
Lisowicz overleed op 8 augustus op 47-jarige leeftijd.

## Belangrijkste overwinningen
2002
- Beker van de Subkarpaten

2003
- Pools kampioen tijdrijden, Elite

2005
- 2e etappe Ronde van Bulgarije (ploegentijdrit)

2006
- Szlakiem walk mjr. Hubala

2007
- Memoriał Andrzeja Trochanowskiego